# Medinilla suberosa
Medinilla suberosa är en tvåhjärtbladig växtart som beskrevs av Regalado. Medinilla suberosa ingår i släktet Medinilla och familjen Melastomataceae. Inga underarter finns listade i Catalogue of Life.